# Spökmannen
Jordanis Kouroutsidis, född 21 maj 1969 i Kävsjö församling i Jönköpings län, är en svensk serievåldtäktsman. I Sverige är han känd som Spökmannen efter att ha varit iförd en vit huva med hål klippta för ögonen under fyra av de tiotal våldtäkter i Tensta som han dömdes för 1988. I februari 2025 fick den då 55-årige Kouroutsidis sin sjätte våldtäktsdom efter att ha våldtagit en kvinna i ett soprum i Kållered. Straffet blev fyra och ett halvt års fängelse.

## Brottshistorik
Den 18-årige Kouroutsidis dömdes 1988 till fyra års fängelse för grov våldtäkt, ofredande, olaga hot och olaga intrång i Tensta, men rymde året efter. På rymmen överföll han två kvinnor i Lund, för vilket han 1990 fick två månaders påbackning för ofredande och misshandel. 1991 var han återigen på flykt, och dömdes då för att ha försökt våldta en kvinna utanför en förskola. 1992 blev han återigen dömd för våldtäkt, denna gång till två och ett halvt års fängelse.
På något vis lyckades Kouroutsidis lämna landet tillsammans med familjen och tillbringade över tio år i Grekland innan de 2007 flyttade tillbaka till Sverige där straffet blev preskriberat. Sedan var det tyst tills 2015, när Kouroutsidis misstänktes för våldtäkt, olaga frihetsberövande och olaga hot men i slutändan fick ett strafföreläggande för brott mot sexköpslagen. Han dömdes till fyra och ett halvt års fängelse för att ha rånat och våldtagit en prostituerad 2016 och en annan tidigare under 2017. Kriminalvården beslutade att straffet skulle avtjänas på en anstalt med högsta säkerhetsklassning eftersom han tidigare visat sig väldigt benägen att avvika och dessutom har nära anknytning till Grekland.
Efter avtjänat straff stod han återigen åtalad 2020, denna gång för att ha gjort en så kallad "incall" till en rumänsk kvinna i Kållered, där han under två timmars tid misshandlade och våldtog henne innan polisen efter samtal från kvinnans säkerhetslina avbröt det hela. I februari 2025 dömdes han för våldtäkt och olaga hot för sjätte gången efter att ha våldtagit en kvinna i ett soprum i Kållered. Våldtäkten skedde endast fyra månader efter att han släpptes fri i juni samma år, två månader försenat efter avtjänat straff på grund av misskötsel. I samband med frigivande bedömdes Kouroutsidis ha en hög risk för återfall i sexualbrott. Enligt åtalet hade Kouroutsidis utsatt kvinnan för olaga hot av påtryckningar och meddelanden i stil med ”du kommer inte undan” och ”dom kommer plocka dig” för att få mötet till stånd. Domen blev fyra och ett halvt års fängelse.
Han har även varit efterlyst i Grekland via Interpol för "förorättande av sexuell värdighet" i Thessaloniki i september 2005.